# Rainhard Fendrich/Diskografie
Diese Diskografie ist eine Übersicht über die musikalischen Werke des österreichischen Liedermachers Rainhard Fendrich. Den Schallplattenauszeichnungen zufolge hat er bisher mehr als 1,2 Millionen Tonträger verkauft, davon alleine in seiner Heimat über 970.000.

## Alben

### Studioalben
| Jahr | Titel                               | Höchstplatzierung, Gesamtwochen, AuszeichnungChartplatzierungen (Jahr, Titel, Platzierungen, Wochen, Auszeichnungen, Anmerkungen) | Höchstplatzierung, Gesamtwochen, AuszeichnungChartplatzierungen (Jahr, Titel, Platzierungen, Wochen, Auszeichnungen, Anmerkungen) | Höchstplatzierung, Gesamtwochen, AuszeichnungChartplatzierungen (Jahr, Titel, Platzierungen, Wochen, Auszeichnungen, Anmerkungen) | Anmerkungen                              |
| Jahr | Titel                               | DE | AT | CH | Anmerkungen                              |
| ---- | ----------------------------------- | --- | --- | --- | ---------------------------------------- |
| 1980 | Ich wollte nie einer von denen sein | — | AT16 (4 Wo.)AT | — | Erstveröffentlichung: 1980               |
| 1981 | Und alles is ganz anders word’n     | — | AT1 (24 Wo.)AT | — | Erstveröffentlichung: 1981               |
| 1982 | Zwischen eins und vier              | DE64 (1 Wo.)DE | AT1 (30 Wo.)AT | — | Erstveröffentlichung: 1982               |
| 1983 | Auf und davon                       | — | AT2 (64 Wo.)AT | — | Erstveröffentlichung: 1983               |
| 1985 | Wien bei Nacht                      | DE42 (19 Wo.)DE | AT1 (36 Wo.)AT | CH16 (8 Wo.)CH | Erstveröffentlichung: 1985               |
| 1986 | Kein schöner Land                   | — | AT3 Platin · (44 Wo.)AT | — | Erstveröffentlichung: 29. September 1986 |
| 1988 | Voller Mond                         | DE56 (4 Wo.)DE | AT2 (14 Wo.)AT | — | Erstveröffentlichung: 22. Februar 1988   |
| 1989 | Von Zeit zu Zeit                    | — | AT3 ×2Doppelplatin · (36 Wo.)AT                                                                                                   | — | Erstveröffentlichung: 9. Oktober 1989    |
| 1991 | Nix is fix                          | DE44 (8 Wo.)DE | AT1 ×2Doppelplatin · (32 Wo.)AT                                                                                                   | — | Erstveröffentlichung: 17. September 1991 |
| 1993 | Brüder                              | DE64 (17 Wo.)DE | AT1 ×2Doppelplatin · (46 Wo.)AT                                                                                                   | — | Erstveröffentlichung: 8. Juni 1993       |
| 1997 | Blond                               | DE51 (11 Wo.)DE | AT1 (20 Wo.)AT | CH21 (13 Wo.)CH | Erstveröffentlichung: 17. April 1997     |
| 2001 | Männersache                         | DE30 (10 Wo.)DE | AT1 ×2Doppelplatin · (33 Wo.)AT                                                                                                   | CH62 (5 Wo.)CH | Erstveröffentlichung: 18. Juni 2001      |
| 2004 | aufLeben                            | DE43 (4 Wo.)DE | AT1 Platin · (43 Wo.)AT | — | Erstveröffentlichung: 3. Mai 2004        |
| 2006 | hier + jetzt                        | DE43 (4 Wo.)DE | AT1 Gold · (14 Wo.)AT | — | Erstveröffentlichung: 20. Januar 2006    |
| 2010 | Meine Zeit                          | DE55 (3 Wo.)DE | AT1 Gold · (13 Wo.)AT | — | Erstveröffentlichung: 24. September 2010 |
| 2013 | Besser wird’s nicht                 | DE38 (3 Wo.)DE | AT1 Platin · (28 Wo.)AT | CH56 (1 Wo.)CH | Erstveröffentlichung: 10. Mai 2013       |
| 2016 | Schwarzoderweiss                    | DE28 (2 Wo.)DE | AT1 Gold · (31 Wo.)AT | CH69 (1 Wo.)CH | Erstveröffentlichung: 7. Oktober 2016    |
| 2019 | Starkregen                          | DE17 (4 Wo.)DE | AT1 Gold · (31 Wo.)AT | CH39 (1 Wo.)CH | Erstveröffentlichung: 20. September 2019 |
| 2025 | Wimpernschlag                       | DE7 (2 Wo.)DE | AT1 (18 Wo.)AT | CH18 (1 Wo.)CH | Erstveröffentlichung: 31. Januar 2025    |

grau schraffiert: keine Chartdaten aus diesem Jahr verfügbar

### Livealben
| Jahr | Titel                                   | Höchstplatzierung, Gesamtwochen, AuszeichnungChartplatzierungen (Jahr, Titel, Platzierungen, Wochen, Auszeichnungen, Anmerkungen) | Höchstplatzierung, Gesamtwochen, AuszeichnungChartplatzierungen (Jahr, Titel, Platzierungen, Wochen, Auszeichnungen, Anmerkungen) | Höchstplatzierung, Gesamtwochen, AuszeichnungChartplatzierungen (Jahr, Titel, Platzierungen, Wochen, Auszeichnungen, Anmerkungen) | Anmerkungen |
| Jahr | Titel                                   | DE | AT | CH | Anmerkungen |
| ---- | --------------------------------------- | --- | --- | --- | --- |
| 1983 | Open Air                                | — | AT4 (18 Wo.)AT | — | Erstveröffentlichung: 15. September 1983 Livealbum mit sieben Einzelauftritten und fünf Duetten mit Wolfgang Ambros                                                                                    |
| 1985 | Live – Alle Zeit der Welt               | — | AT9 (8 Wo.)AT | — | Erstveröffentlichung: 1985 |
| 1989 | Das Konzert                             | DE27 (6 Wo.)DE | AT5 Platin · (16 Wo.)AT | CH21 (5 Wo.)CH | Erstveröffentlichung: 1989 |
| 1992 | Wiener Festwochen                       | — | AT1 (18 Wo.)AT | — | Erstveröffentlichung: 15. Juni 1992 (Live-Mitschnitt der Festwocheneröffnung auf dem Wiener Rathausplatz 1992) mit dem Wiener Symphoniker Leitung: Christian Kolonovits und der Arnold Schoenberg Chor |
| 1998 | Schwerelos – Live                       | — | AT36 (5 Wo.)AT | — | Erstveröffentlichung: 26. Oktober 1998 |
| 2002 | Ein Saitensprung                        | — | AT6 Gold · (15 Wo.)AT | — | Erstveröffentlichung: 4. November 2002 |
| 2009 | 30 Jahre Live - Best Of                 | — | AT9 (12 Wo.)AT | — | Erstveröffentlichung: 3. Juli 2009 |
| 2018 | Für immer a Wiener – Live und akustisch | DE57 (2 Wo.)DE | AT2 (11 Wo.)AT | — | Erstveröffentlichung: 18. Mai 2018 |
| 2024 | Symphonisch in Schönbrunn               | DE23 (1 Wo.)DE | AT1 (8 Wo.)AT | CH67 (1 Wo.)CH | Erstveröffentlichung: 31. Mai 2024 Live-Mitschnitt vom 3. Juli 2022 aus dem Ehrenhof von Schloss Schönbrunn, Wien mit der Philharmonie Salzburg Leitung: Christian Kolonovits                          |

Weitere Livealben
- 2008: Lieder zum Anfassen – Live

### Kompilationen
| Jahr | Titel                                                    | Höchstplatzierung, Gesamtwochen, AuszeichnungChartplatzierungen (Jahr, Titel, Platzierungen, Wochen, Auszeichnungen, Anmerkungen) | Höchstplatzierung, Gesamtwochen, AuszeichnungChartplatzierungen (Jahr, Titel, Platzierungen, Wochen, Auszeichnungen, Anmerkungen) | Höchstplatzierung, Gesamtwochen, AuszeichnungChartplatzierungen (Jahr, Titel, Platzierungen, Wochen, Auszeichnungen, Anmerkungen) | Anmerkungen |
| Jahr | Titel                                                    | DE | AT | CH | Anmerkungen |
| ---- | -------------------------------------------------------- | --- | --- | --- | --- |
| 1986 | Weus’d a Herz hast                                       | — | AT8 (8 Wo.)AT | — | Erstveröffentlichung: 1986 |
| 1987 | Rainhard Fendrichs Hitparade                             | — | AT12 (8 Wo.)AT | — | Erstveröffentlichung: 22. Juni 1987 |
| 1992 | Das Beste von Rainhard Fendrich                          | — | AT39 Gold · (2 Wo.)AT | — | Erstveröffentlichung: 9. November 1992                                                                                                  |
| 1993 | Strada… …Austria                                         | — | AT10 Gold · (14 Wo.)AT | — | Erstveröffentlichung: 23. März 1993 |
| 1994 | Lieder mit Gefühl                                        | DE70 (9 Wo.)DE | AT7 Gold · (16 Wo.)AT | — | Erstveröffentlichung: 22. September 1994                                                                                                |
| 1995 | Recycled                                                 | — | AT2 Platin · (16 Wo.)AT | — | Erstveröffentlichung: 20. Februar 1995 Remake-Album, alle Stücke wurden exklusiv in neuen Arrangements für dieses Album neu aufgenommen |
| 1995 | Die größten Hits aus 15 Jahren                           | — | AT18 Gold · (16 Wo.)AT | — | Erstveröffentlichung: 6. Juni 1995 |
| 1997 | Top – Drei                                               | — | AT22 (8 Wo.)AT | — | Erstveröffentlichung: 1997 mit Wolfgang Ambros & Georg Danzer Charteinstieg erst 2018                                                   |
| 2001 | Raritäten                                                | — | AT4 Gold · (11 Wo.)AT | — | Erstveröffentlichung: 26. November 2001                                                                                                 |
| 2005 | So weit, so gut … Die größten Hits aus 25 Jahren         | DE83 (1 Wo.)DE | AT2 Platin · (26 Wo.)AT | — | Erstveröffentlichung: 28. Februar 2005 Remake-Album, alle Stücke wurden exklusiv in neuen Arrangements für dieses Album neu aufgenommen |
| 2006 | So ein Theater – Die schönsten Balladen und Liebeslieder | — | AT51 (2 Wo.)AT | — | Erstveröffentlichung: 3. November 2006                                                                                                  |
| 2007 | Best Of – Wenn das kein Beweis is…                       | — | AT20 (15 Wo.)AT | — | Erstveröffentlichung: 16. November 2007                                                                                                 |
| 2015 | Auf den zweiten Blick                                    | — | AT5 Gold · (10 Wo.)AT | — | Erstveröffentlichung: 9. Januar 2015 Remake-Album, alle Stücke wurden exklusiv in neuen Arrangements für dieses Album neu aufgenommen   |
| 2015 | Zwischen heute & gestern – Die ultimative Liedersammlung | — | AT6 (6 Wo.)AT | — | Erstveröffentlichung: 27. Februar 2015                                                                                                  |
| 2015 | Zwischen gestern & heute – Die ultimative Liedersammlung | — | AT7 (7 Wo.)AT | — | Erstveröffentlichung: 27. Februar 2015                                                                                                  |

Weitere Kompilationen
- 1983: A winzig klaner Tropfen Zeit (AT: Gold)
- 1989: Glanzlichter
- 1991: Star Collection – Macho, Macho
- 1993: Meisterstücke
- 1998: Master Series

### EPs
- 1990: Rainhard Fendrich (nur in der DDR veröffentlicht)[3]

## Singles
| Jahr | Titel Album                                           | Höchstplatzierung, Gesamtwochen, AuszeichnungChartplatzierungen (Jahr, Titel, Album, Platzierungen, Wochen, Auszeichnungen, Anmerkungen) | Höchstplatzierung, Gesamtwochen, AuszeichnungChartplatzierungen (Jahr, Titel, Album, Platzierungen, Wochen, Auszeichnungen, Anmerkungen) | Höchstplatzierung, Gesamtwochen, AuszeichnungChartplatzierungen (Jahr, Titel, Album, Platzierungen, Wochen, Auszeichnungen, Anmerkungen) | Anmerkungen                                                                                       |
| Jahr | Titel Album                                           | DE | AT | CH | Anmerkungen                                                                                       |
| ---- | ----------------------------------------------------- | --- | --- | --- | ------------------------------------------------------------------------------------------------- |
| 1981 | Zweierbeziehung Ich wollte nie einer von denen sein   | — | AT16 (4 Wo.)AT | — |                                                                                                   |
| 1981 | Strada del Sole –                                     | DE24 (14 Wo.)DE | AT1 (20 Wo.)AT | — |                                                                                                   |
| 1982 | Schickeria Und alles is ganz anders word’n            | DE47 (8 Wo.)DE | AT1 (16 Wo.)AT | — |                                                                                                   |
| 1982 | Razzia Und alles is ganz anders word’n                | — | AT9 (8 Wo.)AT | — |                                                                                                   |
| 1982 | Oben ohne Zwischen eins und vier                      | DE24 (14 Wo.)DE | AT1 (14 Wo.)AT | — |                                                                                                   |
| 1983 | Es lebe der Sport Zwischen eins und vier              | DE54 (6 Wo.)DE | AT7 (8 Wo.)AT | — |                                                                                                   |
| 1983 | Erobict, sierobict –                                  | — | AT19 (2 Wo.)AT | — |                                                                                                   |
| 1983 | Weus’d a Herz hast wia a Bergwerk Auf und davon       | — | AT3 (16 Wo.)AT | — | auf der LP von 1983 und der CD von 2006 lautet der Titel auch: Wenns’d a Herz hast wia a Bergwerk |
| 1984 | Ich bin ein Negerant Madam Auf und davon              | — | AT10 (8 Wo.)AT | — |                                                                                                   |
| 1985 | Warum? –                                              | — | AT1 (14 Wo.)AT | — | Erstveröffentlichung: 15. April 1985 als Teil von Austria für Afrika                              |
| 1985 | Haben Sie Wien schon bei Nacht geseh’n Wien bei Nacht | — | AT19 (8 Wo.)AT | — |                                                                                                   |
| 1985 | Heimatlied –                                          | — | AT16 (8 Wo.)AT | — |                                                                                                   |
| 1987 | Tränen trocknen schnell Kein schöner Land             | — | AT15 (8 Wo.)AT | — |                                                                                                   |
| 1988 | Der Wind Voller Mond                                  | — | AT24 (6 Wo.)AT | — |                                                                                                   |
| 1988 | Macho, Macho –                                        | DE2 Gold · (31 Wo.)DE | AT1 (30 Wo.)AT | CH3 (21 Wo.)CH |                                                                                                   |
| 1988 | Tango Korrupti –                                      | DE26 (18 Wo.)DE | AT5 (14 Wo.)AT | CH13 (7 Wo.)CH |                                                                                                   |
| 1990 | Von Zeit zu Zeit                                      | — | AT17 (7 Wo.)AT | — |                                                                                                   |
| 1990 | I Am from Austria Von Zeit zu Zeit                    | — | AT6 Platin · (20 Wo.)AT | — | 2011 für weitere 2 Wochen in den Charts                                                           |
| 1993 | Midlife Crisis Brüder                                 | DE59 (10 Wo.)DE | — | — |                                                                                                   |
| 1994 | Brüder                                                | DE83 (3 Wo.)DE | — | — |                                                                                                   |
| 1997 | Little Drummer Boy –                                  | — | AT16 (5 Wo.)AT | — |                                                                                                   |
| 1997 | Blond                                                 | DE99 (1 Wo.)DE | AT1 ×2Doppelplatin · (16 Wo.)AT | — | Produzent Harold Faltermeyer                                                                      |
| 2001 | Entsetzlich hetero Männersache                        | — | AT47 (6 Wo.)AT | — |                                                                                                   |
| 2007 | Wir sind Europa –                                     | — | AT49 (3 Wo.)AT | — | mit den Wiener Sängerknaben, Andreas Ivanschitz, Marc Janko und Helge Payer                       |

Weitere Singles
- 1983: Feine Damen
- 1984: ’s Naserl (mit Wolfgang Ambros)
- 1985: Vü schöner is des G’fühl
- 1985: Vü schöner is des G’fühl (live)
- 1986: Malibu
- 1986: Zwischen eins und vier
- 1989: Es ist ein Alptraum ohne Stammbaum
- 1990: Der Geburtstag
- 1990: Es ist so fad im Dezernat
- 1991: Wie Tag und Nacht
- 1991: Tutti Frutti Mutti
- 1992: Der Himmel würfelt leider nicht
- 1993: Südafrika
- 1994: Angelina
- 2002: Ich glaube (mit Udo Jürgens)
- 2004: Engel
- 2006: Nimm mir einfach nur die Angst (mit Ina Nadine Wagler)
- 2010: Bussi, Bussi
- 2013: Lobbyisten Reggae
- 2014: Der Christbaum
- 2016: Schwarzoderweiss
- 2018: Die Liebe bleibt für immer ein Kind
- 2019: Burn Out
- 2024: Wladimir
- 2024: Wir sind am Leben
- 2024: Hoit mi
- 2025: Warteschleife
- 2025: Und das Herz schlägt weiter

## Videoalben
- 2002: Ein Saitensprung
- 2004: Jetzt
- 2009: 30 Jahre Live - Best Of / Live Wiener Donauinsel 2007 (CD/DVD)
- 2013: Besser wird’s nicht – Live (AT: Gold)
- 2024: Symphonisch in Schönbrunn (2CDs/DVD)

## Statistik

### Chartauswertung
|                     | DE     | AT     | CH    |
| ------------------- | ------ | ------ | ----- |
| Nummer-eins-Alben   | DE—DE  | AT17AT | CH—CH |
| Top-10-Alben        | DE1DE  | AT35AT | CH—CH |
| Alben in den Charts | DE19DE | AT43AT | CH9CH |

|                       | DE    | AT     | CH    |
| --------------------- | ----- | ------ | ----- |
| Nummer-eins-Singles   | DE—DE | AT6AT  | CH—CH |
| Top-10-Singles        | DE1DE | AT12AT | CH1CH |
| Singles in den Charts | DE9DE | AT22AT | CH2CH |

### Auszeichnungen für Musikverkäufe
Anmerkung: Auszeichnungen in Ländern aus den Charttabellen bzw. Chartboxen sind in ebendiesen zu finden.
| Land/RegionAuszeichnungen für Musikverkäufe (Land/Region, Auszeichnungen, Verkäufe, Quellen) | Gold       | Platin       | Verkäufe | Quellen           |
| -------------------------------------------------------------------------------------------- | ---------- | ------------ | -------- | ----------------- |
| Deutschland (BVMI)                                                                           | Gold1      | —            | 250.000  | musikindustrie.de |
| Österreich (IFPI)                                                                            | 13× Gold13 | 17× Platin17 | 972.500  | ifpi.at           |
| Insgesamt                                                                                    | 14× Gold14 | 17× Platin17 |          |                   |